# Nidone
«Nidone» (с яп. — «二度寝», дословно «возвращение ко сну» или «второй сон») — песня японского хип-хоп-дуэта Creepy Nuts. Она была выпущена в качестве сингла лейблом Onenation и Sony Music Associated 27 января 2024 года. Песня была использована в качестве темы для телесериала «Extremely Inappropriate!» (2024).

## Предыстория и релиз
20 декабря 2023 года Creepy Nuts объявили, что они будут отвечать за тематическую песню для телесериала 2024 года «Extremely Inappropriate!» под названием «Nidone». Позже дуэт также появился в финальном эпизоде сериала. Песня стала доступна на цифровых музыкальных и стриминговых платформах 27 января 2024 года, после того как закончился первый эпизод сериала. Впоследствии она была выпущена вместе с «Bling-Bang-Bang-Born» в качестве двойного CD-сингла 20 марта. Дайки Камошита снял клип на «Nidone» на тему «ветер времени и тенденции», премьера которого состоялась 29 марта.

## Композиция
«Nidone» — электронный клубный трек в жанре Jersey club, он был написан для «посвящения людям эпохи Рэйва, которые живут в страхе перед постоянно меняющейся „праведностью“, связанной с соблюдением правил», согласно пресс-релизу. Лирика также черпает вдохновение в сюжете «Крайне неуместно!», противопоставляя эпохи Сёва и Рейва и делая ссылки на различные аспекты японского фольклора, такие как Урасима Таро, Момотаро/Онигасима и Ханасака Дзиисан.

## Список треков
- Цифровые загрузки и стриминг

1. "Nidone" (яп. 二度寝) — 3:27
2. «Nidone» (instrumental) — 3:27

- CD-сингл (first production limited edition, regular edition)

1. «Nidone» — 3:29
2. «Bling-Bang-Bang-Born» — 2:50
3. «Nidone» (instrumental) — 3:29
4. «Bling-Bang-Bang-Born» (instrumental) — 2:50

- CD-сингл (period production limited edition)

1. «Bling-Bang-Bang-Born» — 2:50
2. «Nidone» — 3:29
3. «Bling-Bang-Bang-Born» (instrumental) — 2:50
4. «Nidone» (instrumental) — 3:29

- Blu-ray (first production limited edition) — Creepy Nuts One Man Tour Ensemble Play at Saitama Super Arena

1. «2Way Nice Guy» — 3:48
2. «Joen Dan’yū-shō» — 3:47
3. «Teren Tekuda» — 3:28
4. «Spotlight» — 4:01
5. «Patto Saite Chitte Hai ni» — 3:18
6. «Santora» — 4:21
7. «Mimi Nashi Hōichi Style» — 3:40
8. «Dawn» — 3:33
9. «Daten» — 2:58
10. «Yofukashino Uta» — 4:04
11. «Inu mo Kuwanai» — 3:13
12. «Kami-sama» — 3:49
13. «Madman» — 1:36
14. «Yūjin A» — 3:13
15. «Front 9 Ban» — 3:54
16. «Losstime» — 3:49
17. «Katsute Tensai Datta Oretachi e» — 4:11
18. «Bad Orangez» — 3:53
19. «Great Journey» — 4:19
20. «Miyagebanashi» — 5:21
21. «Baka Majime» — 3:06
22. «Nobishiro» — 5:17
23. «Behind the Scenes of Creepy Nuts in Saitama Super Arena» — 29:33

- Blu-ray (period production limited edition)

1. «TV Anime Mashle: Magic and Muscles — The Divine Visionary Candidate Exam Non-Credit OP Video» — 1:29

## Чарты
| Чарт (2024)                      | Высшая позиция |
| -------------------------------- | -------------- |
| Мир Global Excl. US (Billboard)  | 160            |
| Япония (Japan Hot 100)           | 9              |
| Япония Combined Singles (Oricon) | 1              |
| Япония Anime Singles (Oricon)    | 4              |

## Сертификации
| Регион                                                           | Сертификация | Продажи    |
| Стриминг                                                         | Стриминг     | Стриминг   |
| ---------------------------------------------------------------- | ------------ | ---------- |
| Япония (RIAJ)                                                    | Золотой      | 50 000 000 |
| Данные только о прослушиваниях приведены на основе сертификации. |              |            |